# Kolcomysz arabska
Kolcomysz arabska (Acomys dimidiatus) – gatunek ssaka z podrodziny sztywniaków (Deomyinae) w obrębie rodziny myszowatych (Muridae), występujący w Azji.

## Zasięg występowania
Kolcomysz arabska występuje na Bliskim Wschodzie i południowo-zachodniej Azji zamieszkując w zależności od podgatunku:
- A. dimidiatus dimidiatus – Egipt (Synaj), Izrael, Jordania i Arabia Saudyjska.
- A. dimidiatus flavidus – południowo-zachodni Pakistan.
- A. dimidiatus homericus – Arabia Saudyjska i południowo-zachodni Jemen.
- A. dimidiatus megalodus – znany tylko z miejsca typowego w Egipcie, 60 km na południe od Suezu.
- A. dimidiatus megalotis – Arabia.

Występuje również w południowym Iranie, lecz przynależność podgatunkowa nie jest znana.

## Taksonomia
Gatunek po raz pierwszy zgodnie z zasadami nazewnictwa binominalnego opisał w 1826 roku niemiecki zoolog Philipp Jakob Cretzschmar nadając mu nazwę Mus dimidiatus. Holotyp pochodził z Synaju, w Egipcie.
A. dimidiatus jest prawie nie do odróżnienia od A. cahirinus pod względem morfologii zewnętrznej, co spowodowało duże zamieszanie w jego klasyfikacji do czasu oceny morfologii zębów, cytogenetyki i pokrewieństwa molekularnego. Najnowsza analiza molekularna pozwoliła na utworzenie kladu afro-śródziemnomorskiego obejmującego A. dimidiatus. A. cahirinus, A. cilicicus i A. minous. Filogenetycznie A. dimidiatus występuje w Izraelu sympatryczni z A. russatus. Autorzy Illustrated Checklist of the Mammals of the World rozpoznają pięć podgatunków.

### Etymologia
- Acomys: gr. ακη akē „ostry punkt”; μυς mus, μυός muos „mysz”[16].
- dimidiatus: łac. dimidiatus „podzielony”, od dimidius „przepołowiony”, od di- „oprócz, osobno”; medius „środek”[17].
- flavidus: łac. flavidus „złotożółty, żółtawy”, od flavus „żółty, złotożółty”[18].
- homericus: Homer (gr. Ὅμηρος Homēros), grecki  pieśniarz wędrowny, epik, śpiewak, recytator żyjący w VIII wieku p.n.e.[19]
- megalodus: gr. μεγας megas, μεγαλη megalē „wielki”[20]; οδους odous, οδοντος odontos „ząb”[21].
- megalotis: gr. μεγαλως megalōs „niezmiernie”, od μεγας megas, μεγαλη megalē „wielki”; -ωτις -ōtis „-uchy”, od ους ous, ωτος ōtos „ucho”[22].

## Morfologia

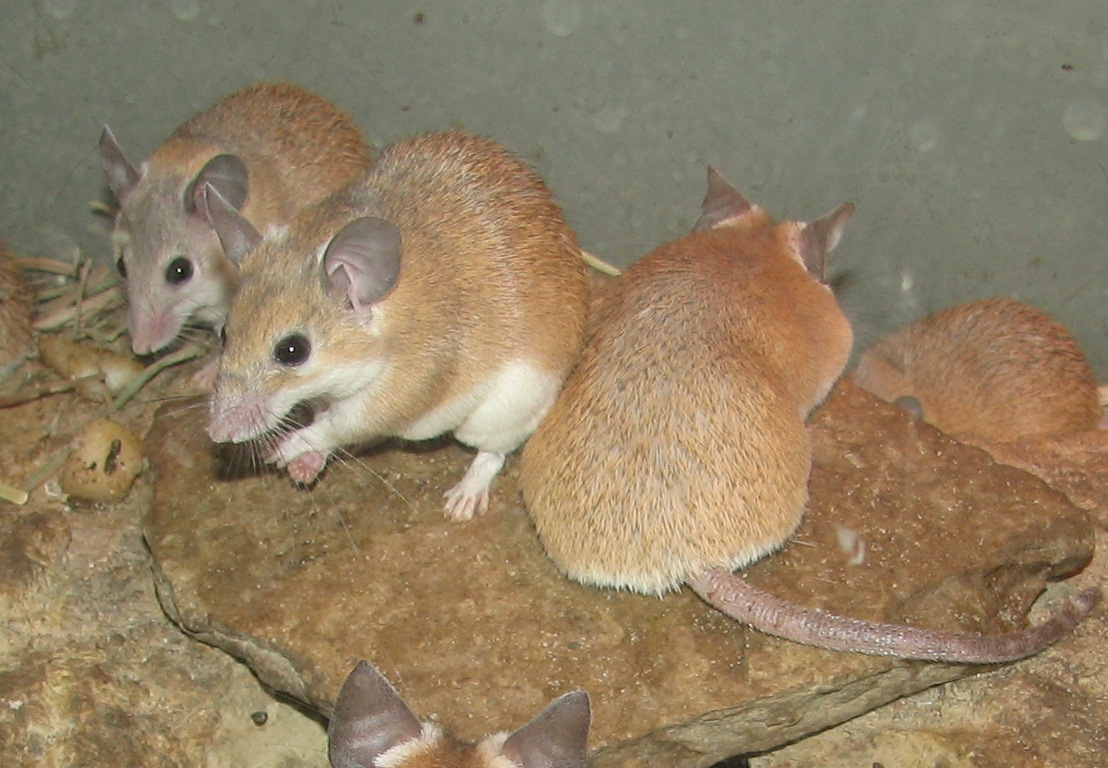
Kolcomysz arabska w zoo

Długość ciała (bez ogona) 85–129 mm, długość ogona 88–117 mm, długość ucha 18–22 mm, długość tylnej stopy 19–22 mm; masa ciała 30–45 g. Gryzonie te są bardzo podobne z wyglądu do kolcomyszy skalnych (A. cahirinus) występujących w Afryce Północnej, ale występują między nimi różnice w genach i uzębieniu.

## Populacja
Ze względu na szeroki zasięg występowania, sporą tolerancję środowiskową i najprawdopodobniej dużą liczebność, jest to gatunek najmniejszej troski. Myszy te są pospolite w niektórych częściach zamieszkiwanego obszaru (np. w Izraelu i Jordanii), choć w Zjednoczonych Emiratach Arabskich bywały klasyfikowane jako bliskie zagrożenia. Gryzonie te występują w obszarach suchych i półpustynnych, w Egipcie są spotykane w siedzibach ludzkich i na terenach rolniczych.